# Mouriez
Mouriez és un municipi francès situat al departament del Pas de Calais i a la regió dels Alts de França. L'any 2007 tenia 246 habitants.

## Demografia

### Població
El 2007 la població de fet de Mouriez era de 246 persones. Hi havia 100 famílies de les quals 20 eren unipersonals (12 homes vivint sols i 8 dones vivint soles), 36 parelles sense fills, 36 parelles amb fills i 8 famílies monoparentals amb fills.
La població ha evolucionat segons el següent gràfic:
Habitants censats

### Habitatges
El 2007 hi havia 135 habitatges, 96 eren l'habitatge principal de la família, 26 eren segones residències i 13 estaven desocupats. Tots els 134 habitatges eren cases. Dels 96 habitatges principals, 82 estaven ocupats pels seus propietaris, 11 estaven llogats i ocupats pels llogaters i 3 estaven cedits a títol gratuït; 1 tenia una cambra, 8 en tenien tres, 25 en tenien quatre i 62 en tenien cinc o més. 79 habitatges disposaven pel capbaix d'una plaça de pàrquing. A 36 habitatges hi havia un automòbil i a 48 n'hi havia dos o més.

### Piràmide de població
La piràmide de població per edats i sexe el 2009 era:
| Homes | Edats   | Dones |
| ----- | ------- | ----- |
| 0     | 95 o +  | 0     |
| 0     | 90 a 94 | 0     |
| 0     | 85 a 89 | 0     |
| 0     | 80 a 84 | 4     |
| 4     | 75 a 79 | 4     |
| 4     | 70 a 74 | 16    |
| 12    | 65 a 69 | 8     |
| 4     | 60 a 64 | 12    |
| 4     | 55 a 59 | 8     |
| 16    | 50 a 54 | 8     |
| 8     | 45 a 49 | 8     |
| 16    | 40 a 44 | 8     |
| 4     | 35 a 39 | 8     |
| 12    | 30 a 34 | 0     |
| 4     | 25 a 29 | 8     |
| 12    | 20 a 24 | 8     |
| 8     | 15 a 19 | 4     |
| 12    | 10 a 14 | 4     |
| 4     | 5 a 9   | 4     |
| 0     | 0 a 4   | 4     |

## Economia
El 2007 la població en edat de treballar era de 151 persones, 102 eren actives i 49 eren inactives. De les 102 persones actives 91 estaven ocupades (56 homes i 35 dones) i 11 estaven aturades (3 homes i 8 dones). De les 49 persones inactives 13 estaven jubilades, 12 estaven estudiant i 24 estaven classificades com a «altres inactius».

### Ingressos
El 2009 a Mouriez hi havia 96 unitats fiscals que integraven 237 persones, la mediana anual d'ingressos fiscals per persona era de 13.473 €.

### Activitats econòmiques
Dels 11 establiments que hi havia el 2007, 2 eren d'empreses extractives, 1 d'una empresa alimentària, 1 d'una empresa de fabricació d'altres productes industrials, 3 d'empreses de comerç i reparació d'automòbils, 2 d'empreses d'hostatgeria i restauració, 1 d'una empresa de serveis i 1 d'una entitat de l'administració pública.
L'any 2000 a Mouriez hi havia 21 explotacions agrícoles que ocupaven un total de 1.248 hectàrees.

## Equipaments sanitaris i escolars
El 2009 hi havia una escola maternal integrada dins d'un grup escolar amb les comunes properes formant una escola dispersa.

## Poblacions més properes
El següent diagrama mostra les poblacions més properes.